# Championnat du Salvador de football 1980
Navigation
Saison précédente Saison suivante
La Primera División 1980 est la trentième édition de la première division salvadorienne.
Lors de ce tournoi, le CD Santiagueño a tenté de conserver son titre de champion du Salvador face aux dix meilleurs clubs salvadoriens.
Chacun des onze clubs participant était confronté deux fois aux dix autres équipes. Puis les quatre meilleurs se sont affrontés lors d'une phase finale à la fin de la saison.
Seulement deux places étaient qualificatives pour la Coupe des champions de la CONCACAF et quatre pour la Coupe de la Fraternité.

## Les 11 clubs participants
| \| CD Águila Alianza FC CD Atlético Marte CD Chalatenango CD Águila CD Dragon Club Deportivo FAS CD Independiente CD Luis Ángel Firpo Alianza FC CD Atlético Marte Once Lobos CD Platense Municipal CD Santiagueño \| Localisation des clubs engagés dans le championnat. |
| CD Águila Alianza FC CD Atlético Marte CD Chalatenango CD Águila CD Dragon Club Deportivo FAS CD Independiente CD Luis Ángel Firpo Alianza FC CD Atlético Marte Once Lobos CD Platense Municipal CD Santiagueño                                                           |

| Club                               | Stade                          | Capacité          | Ville             |
| CD Águila                          | Stade Juan Francisco Barraza   | 10 000            | San Miguel        |
| Alianza FC                         | Stade Cuscatlán                | 45 925            | San Salvador      |
| CD Chalatenango                    | Stade José Gregorio Martínez   | 15 000            | Chalatenango      |
| CD Dragon                          | Stade Juan Francisco Barraza   | 10 000            | San Miguel        |
| Club Deportivo FAS                 | Stade Oscar Quiteño            | 15 000            | Santa Ana         |
| CD Independiente                   | Stade inconnu                  | Capicité inconnue | San Vicente       |
| CD Luis Ángel Firpo                | Stade Sergio Torres            | 5 000             | Usulután          |
| CD Atlético Marte                  | Stade Cuscatlán                | 45 925            | San Salvador      |
| Once Lobos                         | Stade Cesar Hernández          | 15 000            | Chalchuapa        |
| CD Platense Municipal Zacatecoluca | Stade Antonio Toledo Valle     | Capacité inconnue | Zacatecoluca      |
| CD Santiagueño                     | Stade Leonidas Flores Cárdenas | Capacité inconnue | Santiago de María |

## Compétition
La compétition se déroule en deux phases :
- La phase de qualification : les vingt journées de championnat.
- La phase finale : les matchs aller-retour allant des demi-finales à la finale

### Phase de qualification
Lors de la phase de qualification les onze équipes affrontent à deux reprises les dix autres équipes selon un calendrier tiré aléatoirement. 
Les quatre meilleures équipes sont qualifiées pour les demi-finales de la compétition.
Le classement est établi sur l'ancien barème de points (victoire à 2 points, match nul à 1, défaite à 0).
Le départage final se fait selon les critères suivants :
- Le nombre de points.
- Un match d'appui pour départager les équipes.

#### Classement
| Rang | Équipe                             | Pts | J  | G  | N | P  | Bp | Bc | Diff |
| ---- | ---------------------------------- | --- | -- | -- | - | -- | -- | -- | ---- |
| 1    | CD Santiagueño (T)                 | 26  | 20 | 12 | 2 | 6  | 51 | 25 | +26  |
| 2    | CD Atlético Marte                  | 26  | 20 | 10 | 6 | 4  | 42 | 24 | +18  |
| 3    | Alianza FC                         | 24  | 20 | 10 | 4 | 6  | 39 | 26 | +13  |
| 4    | CD Águila                          | 24  | 20 | 8  | 8 | 4  | 31 | 25 | +6   |
| 5    | CD Luis Ángel Firpo                | 24  | 20 | 9  | 6 | 5  | 28 | 28 | 0    |
| 6    | Club Deportivo FAS                 | 23  | 20 | 9  | 5 | 6  | 38 | 26 | +12  |
| 7    | CD Independiente                   | 21  | 20 | 8  | 5 | 7  | 28 | 24 | +4   |
| 8    | CD Chalatenango                    | 20  | 20 | 6  | 8 | 6  | 29 | 27 | +2   |
| 9    | Once Lobos (P)                     | 16  | 20 | 5  | 6 | 9  | 20 | 33 | -13  |
| 10   | CD Platense Municipal Zacatecoluca | 9   | 20 | 3  | 3 | 14 | 23 | 54 | -31  |
| 11   | CD Dragon                          | 7   | 20 | 3  | 1 | 16 | 23 | 60 | -37  |

| Légende : Qualifications et relégations | Légende : Qualifications et relégations                                            |
| --------------------------------------- | ---------------------------------------------------------------------------------- |
|                                         | Coupe de la fraternité 1981 (ru) (Quarts de finale) Qualifié pour les demi-finales |
|                                         | Relégué en Segunda División                                                        |
|                                         | (T) : Tenant du titre (P) : Promu de la saison 1979                                |

### La phase finale
Les quatre équipes qualifiées sont réparties dans le tableau final d'après leur classement général.
En cas d'égalité sur la somme des confrontations, des prolongations puis une séance de tirs au but ont lieu.

#### Tableau
|  |                   |            |                |            |            |                   |     |        |        |        |        |        |
|  | 1/2 finale        | 1/2 finale | 1/2 finale     | 1/2 finale | 1/2 finale |                   |     | Finale | Finale | Finale | Finale | Finale |
|  |                   |            |                |            |            |                   |     |        |        |        |        |        |
|  |                   |            |                |            |            |                   |     |        |        |        |        |        |
|  | Alianza FC        | (3)        | 2              | 3          | 0(D)       |                   |     |        |        |        |        |        |
|  | Alianza FC        | (3)        | 2              | 3          | 0(D)       |                   |     |        |        |        |        |        |
|  | CD Atlético Marte | (2)        | 3              | 1          | 0(V)       |                   |     |        |        |        |        |        |
|  | CD Atlético Marte | (2)        | 3              | 1          | 0(V)       | CD Atlético Marte | (2) | 2      | 3      |        |        |        |
|  |                   |            |                |            |            | CD Atlético Marte | (2) | 2      | 3      |        |        |        |
|  |                   |            | CD Santiagueño | (1)        | 1          | 1                 |     |        |        |        |        |        |
|  | CD Santiagueño    | (1)        | CD Santiagueño | (1)        | 1          | 1                 | 2   | 1      |        |        |        |        |
|  | CD Santiagueño    | (1)        |                |            |            |                   | 2   | 1      |        |        |        |        |
|  | CD Águila         | (4)        | 2              | 0          |            |                   |     |        |        |        |        |        |
|  | CD Águila         | (4)        | 2              | 0          |            |                   |     |        |        |        |        |        |

#### Demi-finales
| Club           | Aller | Retour | Club              | Commentaire                  |
| Alianza FC     | 2-3   | 3-1    | CD Atlético Marte | Tirs au but : Scores inconnu |
| CD Santiagueño | 2-2   | 1-0    | CD Águila         |                              |

#### Finale
| Match Aller      | CD Atlético Marte          | 2:1   | CD Santiagueño | Stade Cuscatlán |  |
| 29 décembre 1980 | González 4e · González 36e | (2:1) | Osorto 38e     |                 |  |

| Match Retour    | CD Santiagueño | 1:3 | CD Atlético Marte                      | Stade Cuscatlán |  |
| 18 janvier 1981 | Escamilla      |     | Ragazzone 42e · Blanco 45e · Huezo 70e |                 |  |

## Bilan du tournoi
| Tableau d'Honneur     |                   |
| Compétition           | Vainqueur         |
| Primera División 1980 | CD Atlético Marte |

| Qualifications continentales 1980-1981 |                                                       |
| Coupe des champions de la CONCACAF     | Qualifiés                                             |
| Premier tour de qualification          | CD Atlético Marte CD Santiagueño                      |
| Coupe de la Fraternité                 | Qualifiés                                             |
| Quarts de finale (ru)                  | CD Santiagueño CD Atlético Marte Alianza FC CD Águila |

| Promotions et relégations   |                                 |
| Relégué en Segunda División | CD Platense Municipal CD Dragon |
| Promu de Segunda División   | Universidad Barrios             |